# Чиангмай (провинция)
Чиангма́й (тайск. เชียงใหม่) — одна из 77-и провинций Таиланда, расположена на севере страны. Провинция не имеет выхода к морю, граничит с таиландскими провинциями Чианграй, Лампанг, Лампхун, Так и Мэхонгсон, а также штатом Мьянмы Шан.
Население — 1 708 564 человек (2010, 6-е место среди провинций), проживающих на территории 20 107,0 км² (2-е место). 13 % жителей провинции принадлежат к национальным меньшинствам («горным племенам»)
Административный центр провинции — город Чиангмай, крупнейший город Северного Таиланда. Провинция разделена на 24 района-ампхое.
В провинции сохранились памятники средневекового государства Ланнатхай, также на культуру большое влияние оказали бирманцы, под контролем которых территория находилась несколько веков, и горные племена.

## Административное деление
Провинция подразделяется на 25 районов (ампхе), которые, в свою очередь, состоят из 204 подрайонов (тамбон) и 1915 поселений (мубан).
| - 1. Mueang Chiang Mai - 2. Chom Thong - 3. Mae Chaem - 4. Chiang Dao - 5. Doi Saket - 6. Mae Taeng - 7. Mae Rim - 8. Samoeng - 9. Fang - 10. Mae Ai - 11. Phrao - 12. San Pa Tong - 13. San Kamphaeng | 14. San Sai 15. Hang Dong 16. Hot 17. Doi Tao 18. Omkoi 19. Saraphi 20. Wiang Haeng 21. Chai Prakan 22. Mae Wang 23. Mae On 24. Doi Lo 25. Galyani Vadhana |